# Porzellanfabrik Schlottenhof
Die Porzellanfabrik Schlottenhof G.m.b.H. war eine bis 1964 produzierende Porzellanfabrik in der heute zur Stadt Arzberg im Landkreis Wunsiedel im Fichtelgebirge in Oberfranken gehörenden Gemeinde Schlottenhof.

## Vorläufer

### Die keramische Fabrik Christian Friedrich Seltmann
Als erster Vorläufer der späteren Porzellanfabrik Seltmann Schlottenhof kann die 1854 von Christian Friedrich Seltmann (1824–1901) und seiner Frau Margaretha Barbara geb. Menzel (1836–1909) gegründete keramische Fabrik angesehen werden.
Sie diente dem aus dem Erzgebirge stammenden Seltmann, der als Kunstwiesenbauer (in heutigem Sprachgebrauch Landwirtschaftlicher Wasserbauingenieur) von der Gemeinde Schlottenhof angeheuert worden war, um die landwirtschaftlichen Flächen zu verbessern, als Fabrikationsstätte für die zur Bodenentwässerung benötigten Keramikröhren.
Drei ihrer neun Kinder traten in den folgenden Jahren in die Firma ein: Johann Matthäus (1856–1921), Karl August (1858–1927) und  Christian Wilhelm (1870–1821). Johann und Christian gründeten später anderenorts eigene Porzellanfabriken: Johann die Firma Johann Seltmann Vohenstrauß in Vohenstrauß und Christian die Firma Seltmann Weiden in Weiden in der Oberpfalz; Karl blieb in Schlottenhof.

### Die Porzellanfabrik L. Künzel (1895 bis 1897)
1895 von L. Künzel gegründet, war sie erste große Porzellanfabrik in Schlottenhof. Mangels Bahnanschluss mussten böhmische Braunkohle und das zur Porzellanherstellung benötigte Kaolin mit Pferdegespannen vom Bahnhof in Arzberg geholt, sämtliche Produkte in Kisten verpackt dorthin transportiert werden. Ihr war kein großer unternehmerischer Erfolg beschieden, sodass sie bereits 1897 zum Verkauf kam und von Karl Seltmann, dem dritten der sechs Söhne Christian Friedrich Seltmanns, erworben wurde.

### Keramik- und Porzellanfabrik Karl Seltmann (1897 bis 1934)
Die Keramik- und Porzellanfabrik Karl Seltmann wurde um 1900 die vierte große Porzellanfabrik in der Region Arzberg. Karl Seltmann sah hier die Chance, mit seinem Wissen und seiner Erfahrung eine eigene Firma für Feinporzellane aufzubauen. Er konzentrierte die Produktion erfolgreich auf Tafel- und Kaffeegeschirre, die aufgrund ihrer Qualität schnell einen guten Ruf erwarben. Die von der Fabrik geleistete Gewerbesteuer stieg von 1900 bis 1906 um das Dreißigfache. 1904 beschäftigte er um 100 Mitarbeiter, 1909 bereits um 150. 
Mitte der zwanziger Jahre wurden vier Ringöfen betrieben.
Beim Börsencrash von 1929 geriet die Firma wie viele Betriebe in der Porzellanbranche in eine Krise, der Export sank bis 1931 auf ein Drittel. Im Sommer 1932 waren insgesamt 57 Betriebe der Porzellanindustrie mit 12.000 Arbeitern stillgelegt, auch in Schlottenhof kam es Anfang 1932 zu einer vorübergehenden Schließung. Die Sparkasse Thiersheim als Gläubigerbank übertrug zum 1. Juni 1932 zunächst die Geschäftsleitung und Geschäftsanteile an Fritz Hilburger und Alois Greger, die bislang in der 1931 geschlossenen Porzellanmanufaktur Bavaria in Ullersricht bei Weiden/OPf. tätig gewesen waren. 1934 erwarben sie den Betrieb vollständig.

## Die Porzellanfabrik Schlottenhof G.m.b.H. (1934 bis 1964)
Unter den neuen Eigentümern bzw. nach deren Tod ihren Familien firmierte die Fabrik ab 1934 als  „Porzellanfabrik Schlottenhof G.m.b.H.“. Sie erweiterten die bislang aus Tafel- und Kaffeeporzellan bestehende Produktionspalette um dekoratives Porzellan sowie Verkaufs- und Küchenbehälter aus Feinkeramik, sodass sich das Geschäft innerhalb weniger Jahre wieder finanziell stabilisierte. 
In den dreißiger Jahren ging etwa die Hälfte der Produktion in den Export, vorwiegend in die Niederlande, nach Italien, Jugoslawien und Schweden. In der Gemeinde Schlottenhof entstanden Werkswohnungen.
1949 beschäftigte Seltmann Schlottenhof rund 155 Beschäftigte, im Jahr 1954 ungefähr 200. Gegen Ende der fünfziger Jahre begannen innerbetriebliche Differenzen und ausbleibende Investitionen in technische Anlagen ihre Folgen zu zeigen; für den Bau moderner, rationeller Tunnelöfen fehlte das Kapital. Dadurch verlor die Firma ihre Wettbewerbsfähigkeit, sodass im September 1964 die Schließung des Werkes verkündet wurde.